# فرشته‌ماهی‌های اصلی
فرشته‌ماهی‌های اصلی (نام علمی: Pomacanthus) نام یک سرده از خانواده فرشته‌ماهیان است. این سرده ۱۳ گونه دارد که در نگارخانه عکس و توضیحات بعضی از این گونه ها نوشته شده است.

## نگارخانه

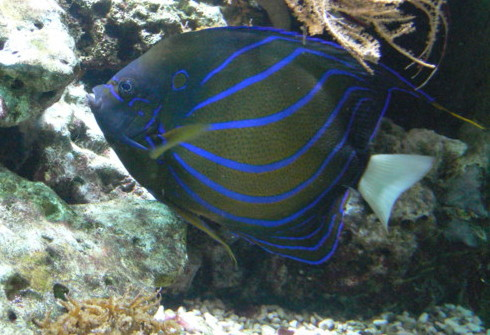
فرشته‌ماهی حلقه‌آبی, Pomacanthus annularis
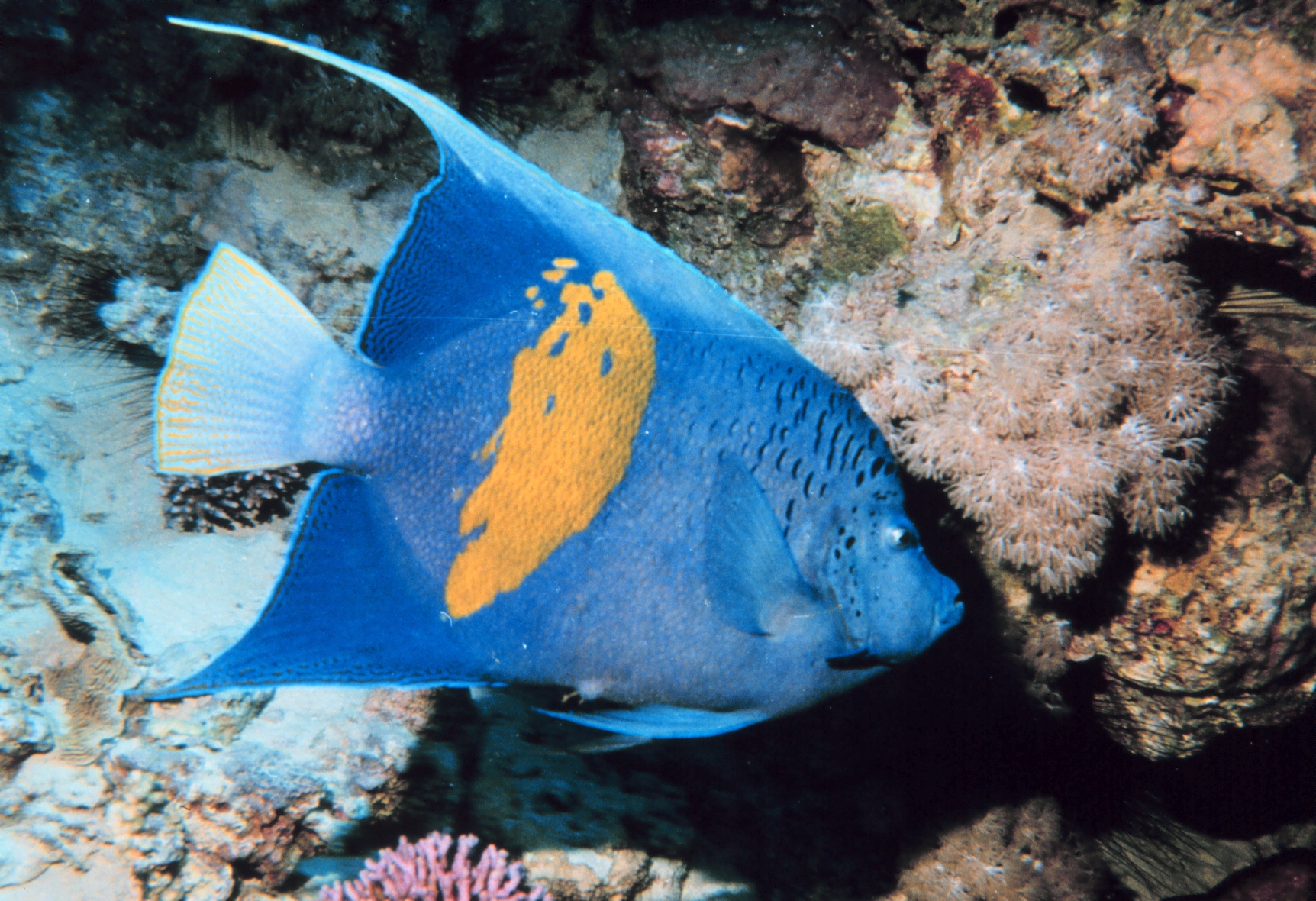
فرشته‌ماهی زردنشان, Pomacanthus maculosus
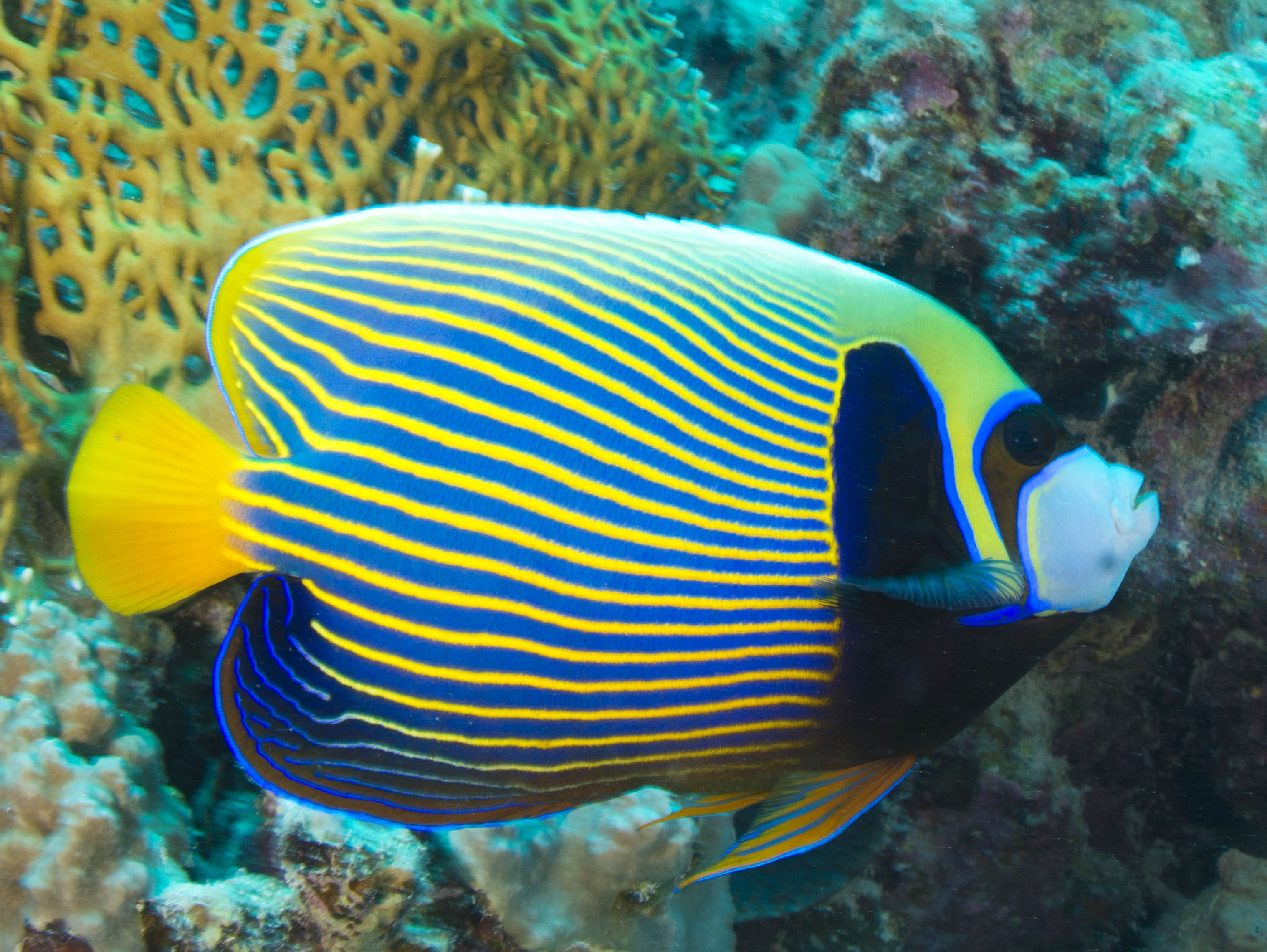
فرشته ماهی امپراتور   گونه ای زیبا از فرشته‌ماهیان   که در سراسر جهان از دریای سرخ تا استرالیا و جزایر هاوایی زندگی میکند.
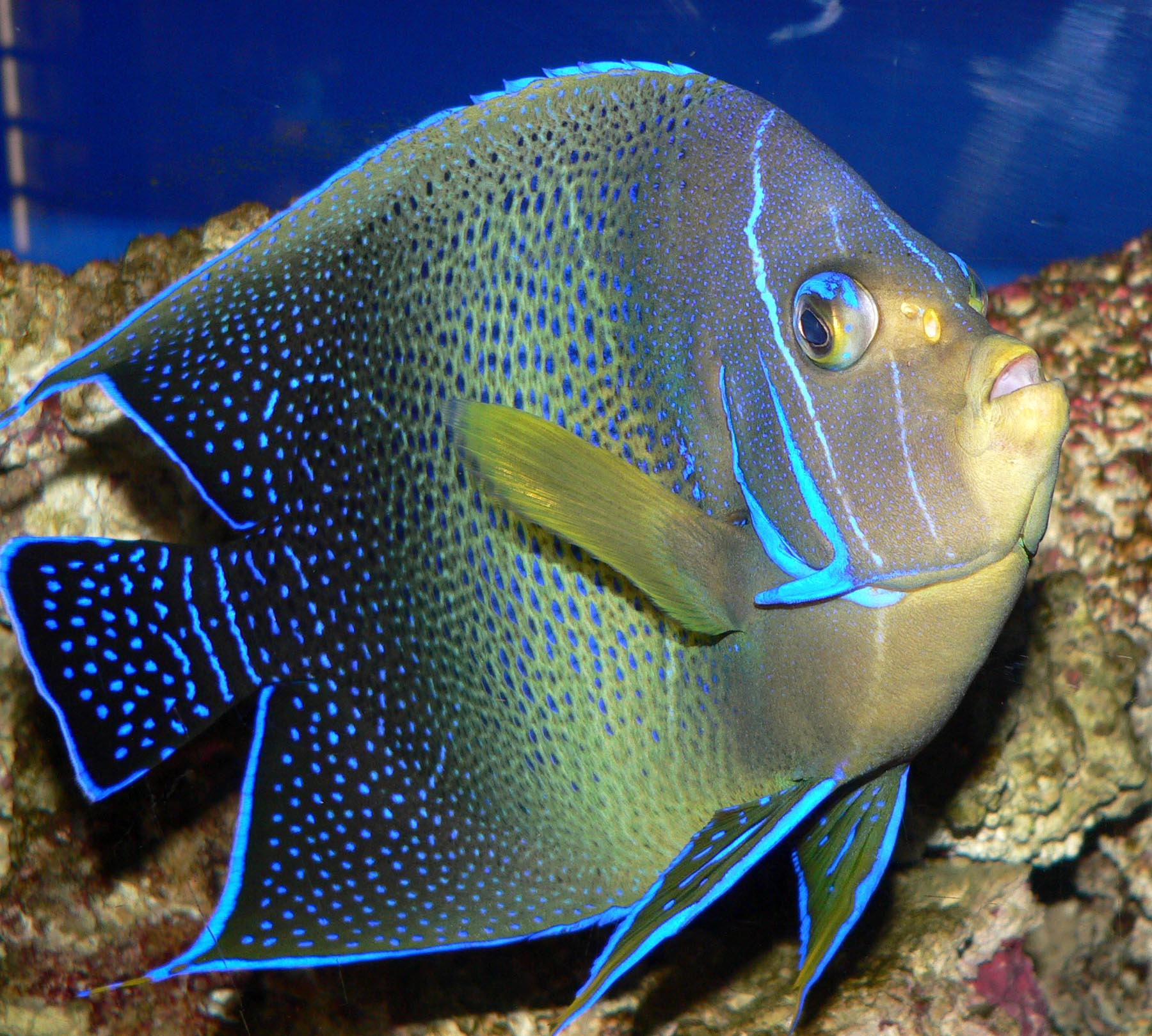
Semicircle angelfish, Pomacanthus semicirculatus
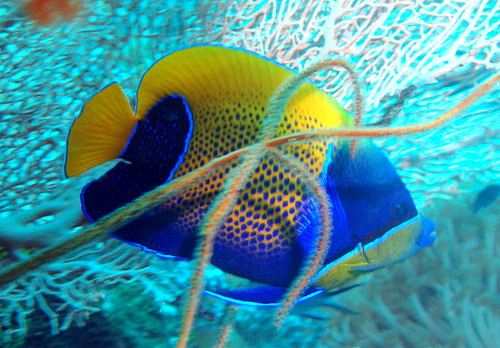
Bluegirdled angelfish , Pomacanthus navarchus